# Euphaedra suffusa
Euphaedra suffusa är en fjärilsart som beskrevs av Rothschild 1918. Euphaedra suffusa ingår i släktet Euphaedra och familjen praktfjärilar. Inga underarter finns listade i Catalogue of Life.